# 德國托爾金協會
德國托爾金協會（德語：Deutsche Tolkien Gesellschaft），縮寫為DTG，是德國的一個非營利文學社團，成立於1997年，社址設於科隆，目前會員約有700多人，是德國最大的文學社團之一。該協會成立宗旨為「致力於托爾金教授作品的學術啟發和推廣」，每年均會在科隆、慕尼黑、柏林等德國各大城市舉辦各種活動，如托爾金研討會、托爾金日和Tolkien Thing。
協會每年還固定發行雜誌《西方皇族之焰》及學術專刊《Hither Shore》。

## 相關事件
2001年間，由於沃夫剛·魁格（Wolfgang Krege）的《魔戒》小說德語新譯本與原著之間的落差在德國引起了爭議，德國托爾金協會出面號召德國的魔戒讀者來作校對工作，並將最終結果提交給出版社，指出新譯本需要改正的地方。

## 外部連結
- 官方網站 （页面存档备份，存于）（德文）
- Facebook專頁 （页面存档备份，存于）（德文）